# Juan de Fuca Park
Juan de Fuca Park är en park i Kanada.   Den ligger i Capital Regional District och provinsen British Columbia, i den sydvästra delen av landet, 3 600 km väster om huvudstaden Ottawa. Juan de Fuca Park ligger 132 meter över havet.
Terrängen runt Juan de Fuca Park är kuperad åt nordost, men söderut är den platt. Havet är nära Juan de Fuca Park åt sydväst. Trakten är glest befolkad. Närmaste större samhälle är Port Renfrew, 12,7 km nordväst om Juan de Fuca Park. 